# Томас Локателлі
Томас Локателлі (італ. Tomas Locatelli, нар. 9 червня 1976, Бергамо) — італійський футболіст, що грав на позиції півзахисника, зокрема за «Удінезе», «Болонью» та «Сієну», а також національну збірну Італії.

## Клубна кар'єра
Народився 9 червня 1976 року в місті Бергамо. Вихованець футбольної школи місцевої «Аталанти». Молодіжна команда бергамського клубу була на той час серед найсильгіших в Італії, зокрема 1993 року виграла молодіжну першість країни та стала переможцем перстижного Турніру Віареджо.
В сезоні 1993/94 дебютував у складі основної команди рідного клубу в Серії A, а наступного сезону був вже серед гравців його основного складу, щоправда на той час «Аталанта» понизилася в класі до другого дивізіону.
Влітку 1995 року молодий півзахисник перейшов до «Мілана», у складі якого у першому ж сезоні  виборов титул чемпіона Італії, щопровда взявши участь лише у п'яти іграх переможного для його команди турніру. Провівши ще п'ять ігор за «Мілан» наступного сезону, на початку 1997 року перейшов до «Удінезе», де був важливим гравцем середини поля протягом трьох з половиною сезонів.
Згодом пограв ще у двох вищолігових італійських командах — провів п'ять сезонів у «Болоньї» і три роки відіграв за «Сієну».
Протягом 2008–2010 років виступав у другому дивізіоні за «Мантову», а завершував ігрову кар'єру в нижчолігових командах СПАЛ і «Ареццо» у 2010–2012 роках.

## Виступи за збірні
1991 року дебютував у складі юнацької збірної Італії (U-16), загалом на юнацькому рівні взяв участь в 11 іграх, відзначившись одним забитим голом.
Протягом 1994–1997 років залучався до складу молодіжної збірної Італії. На молодіжному рівні зіграв у 10 офіційних матчах, забив 1 гол.
1999 року дебютував в офіційних матчах у складі національної збірної Італії. Наступного року взяв участь у своїй другій і останній грі за національну команду.

## Статистика виступів

### Статистика клубних виступів
| Сезон                | Команда              | Чемпіонат            | Чемпіонат | Чемпіонат | Національний кубок | Національний кубок | Національний кубок | Континентальні кубки | Континентальні кубки | Континентальні кубки | Інші змагання | Інші змагання | Інші змагання | Усього | Усього |
| Сезон                | Команда              | Ліга                 | Ігор      | Голів     | Ліга               | Ігор               | Голів              | Ліга                 | Ігор                 | Голів                | Ліга          | Ігор          | Голів         | Ігор   | Голів  |
| -------------------- | -------------------- | -------------------- | --------- | --------- | ------------------ | ------------------ | ------------------ | -------------------- | -------------------- | -------------------- | ------------- | ------------- | ------------- | ------ | ------ |
| 1993–94              | «Аталанта»           | A                    | 4         | 0         | -                  | -                  | -                  | -                    | -                    | -                    | -             | -             | -             | 4      | 0      |
| 1994–95              | «Аталанта»           | B                    | 29        | 1         | -                  | -                  | -                  | -                    | -                    | -                    | -             | -             | -             | 29     | 1      |
| Усього за «Аталанту» | Усього за «Аталанту» | Усього за «Аталанту» | 33        | 1         |                    |                    |                    |                      |                      |                      |               |               |               | 33     | 1      |
| 1995–96              | «Мілан»              | A                    | 5         | 0         | -                  | -                  | -                  | КУЄФА                | 2                    | 0                    | -             | -             | -             | 7      | 0      |
| 1996-січ. 1997       | «Мілан»              | A                    | 5         | 0         | КІ                 | 1                  | 1                  | ЛЧ                   | 3                    | 1                    | -             | -             | -             | 9      | 2      |
| Усього за «Мілан»    | Усього за «Мілан»    | Усього за «Мілан»    | 10        | 0         |                    | 1                  | 1                  |                      | 5                    | 1                    |               |               |               | 16     | 2      |
| лют. 1997            | «Удінезе»            | A                    | 12        | 0         | -                  | -                  | -                  | -                    | -                    | -                    | -             | -             | -             | 12     | 0      |
| 1997–98              | «Удінезе»            | A                    | 28        | 3         | -                  | -                  | -                  | КУЄФА                | 4                    | 1                    | -             | -             | -             | 32     | 4      |
| 1998–99              | «Удінезе»            | A                    | 30        | 2         | -                  | -                  | -                  | -                    | -                    | -                    | -             | -             | -             | 30     | 2      |
| 1999–00              | «Удінезе»            | A                    | 23        | 3         | -                  | -                  | -                  | КУЄФА                | 8                    | 1                    | -             | -             | -             | 31     | 4      |
| Усього за «Удінезе»  | Усього за «Удінезе»  | Усього за «Удінезе»  | 93        | 8         |                    |                    |                    |                      | 12                   | 2                    |               |               |               | 105    | 10     |
| 2000–01              | «Болонья»            | A                    | 30        | 5         | -                  | -                  | -                  | -                    | -                    | -                    | -             | -             | -             | 30     | 5      |
| 2001–02              | «Болонья»            | A                    | 2         | 0         | -                  | -                  | -                  | -                    | -                    | -                    | -             | -             | -             | 2      | 0      |
| 2002–03              | «Болонья»            | A                    | 26        | 5         | КІ                 | 2                  | 0                  | -                    | -                    | -                    | -             | -             | -             | 28     | 5      |
| 2003–04              | «Болонья»            | A                    | 21        | 4         | КІ                 | 1                  | 1                  | -                    | -                    | -                    | -             | -             | -             | 22     | 5      |
| 2004–05              | «Болонья»            | A                    | 32+2      | 3         | -                  | -                  | -                  | -                    | -                    | -                    | -             | -             | -             | 32+2   | 3      |
| Усього за «Болонью»  | Усього за «Болонью»  | Усього за «Болонью»  | 111+2     | 17        |                    | 3                  | 1                  |                      |                      |                      |               |               |               | 114+2  | 18     |
| 2005–06              | «Сієна»              | A                    | 28        | 6         | КІ                 | 2                  | 0                  | -                    | -                    | -                    | -             | -             | -             | 30     | 6      |
| 2006–07              | «Сієна»              | A                    | 23        | 0         | КІ                 | 1                  | 0                  | -                    | -                    | -                    | -             | -             | -             | 24     | 0      |
| 2007–08              | «Сієна»              | A                    | 30        | 3         | КІ                 | 1                  | 0                  | -                    | -                    | -                    | -             | -             | -             | 31     | 3      |
| Усього за «Сієну»    | Усього за «Сієну»    | Усього за «Сієну»    | 81        | 9         |                    | 4                  | 0                  |                      |                      |                      |               |               |               | 85     | 9      |
| 2008–09              | «Мантова»            | B                    | 20        | 3         | КІ                 | 2                  | 0                  | -                    | -                    | -                    | -             | -             | -             | 22     | 3      |
| 2009–10              | «Мантова»            | B                    | 32        | 4         | -                  | -                  | -                  | -                    | -                    | -                    | -             | -             | -             | 32     | 4      |
| Усього за «Мантову»  | Усього за «Мантову»  | Усього за «Мантову»  | 52        | 7         |                    | 2                  | 0                  |                      |                      |                      |               |               |               | 54     | 7      |
| 2010–11              | СПАЛ                 | ЛП1Д                 | 10        | 0         | -                  | -                  | -                  | -                    | -                    | -                    | -             | -             | -             | 10     | 0      |
| квіт. 2012-лип. 2012 | «Ареццо»             | D                    | 4         | 0         |                    |                    |                    |                      |                      |                      |               |               |               | 4      |        |
| Усього за кар'єру    | Усього за кар'єру    | Усього за кар'єру    | 394+2     | 42        |                    | 10                 | 2                  |                      | 17                   | 3                    |               | -             | -             | 421+2  | 47     |

### Статистика виступів за збірну
| Дата       | Місто   | Господарі | Результат | Гості   | Турнір           | Голи | Примітки |
| ---------- | ------- | --------- | --------- | ------- | ---------------- | ---- | -------- |
| 13-11-1999 | Лечче   | Італія    | 1 – 3     | Бельгія | товариський матч | -    | 78'      |
| 23-2-2000  | Палермо | Італія    | 1 – 0     | Швеція  | товариський матч | -    | 79'      |
| Усього     |         | Матчів    | 2         |         | Голів            | 0    |          |

## Титули і досягнення
- Чемпіон Італії (1):

«Мілан»: 1995-1996